# Pusztaottlaka
Pusztaottlaka é um município da Hungria, situado no condado de Békés. Tem 18,87 km² de área e sua população em 2015 foi estimada em 474 habitantes.